# Сесил, Дерек
Дерек Сесил (англ. Derek Cecil; род. 15 января 1973, Амарилло, Техас, США) — американский актёр, известный своими ролями на телевидении.

## Биография
Дерек Сесил родился 15 января 1973 года в городе Амарилло, штат Техас. Будущий актёр окончил Хьюстонский университет со степенью бакалавра искусств, и впоследствии получил степень магистра в этой же области в консерватории American Conservatory Theater в Сан-Франциско.
Дебютировал в 1995 году в телевизионном фильме «Невысказанная правда».
В 2002 году он исполнил главную роль налогового инспектора Джеймса Пруфрока в сериале в жанре мистической драмы «Толчок, Невада», созданном по замыслу Бена Аффлека и Мэтта Деймона.
С 2014 по 2018 год снимался в сериале «Карточный домик» от Netflix, играя роль пресс-секретаря сначала вице-президента США, а затем пресс-секретаря Белого Дома Сета Грейсона. Вместе с другими членами актёрского состава был дважды (в 2015 и 2016) номинирован на премию Гильдии киноактёров США в категории «лучший актёрский состав в драматическом сериале».
В 2021 году Сесил получил роль Дональда Рамсфелда в предстоящем сериале «Первая леди» от канала Showtime.

## Личная жизнь
Женат на художнице по костюмам Мелиссе Брюнинг (англ. Melissa Bruning), у пары один ребёнок.
В январе 2020 года актёр, катаясь на лыжах, получил травму колена (разрыв передней крестообразной связки), в результате чего в мае того же года перенёс артроскопию коленного сустава в больнице «Keck Hospital» при университете Южной Калифорнии.

## Фильмография

### Художественные фильмы
| Кино | Кино                                | Кино                | Кино                         | Кино |
| Год  | Название                            | В оригинале         | Роль                         |      |
| ---- | ----------------------------------- | ------------------- | ---------------------------- | ---- |
| 1995 | Невысказанная правда (ТВ-фильм)     | The Unspoken Truth  | Джефф Блогерт                |      |
| 2002 | Люди в чёрном 2                     | Men in Black II     | агент-ремонтник              |      |
| 2007 | Проклятый дом                       | The Killing Floor   | Гаррет Ранкин                |      |
| 2008 | Пересчёт (ТВ-фильм)                 | Recount             | адвокат Джереми Баш          |      |
| 2010 | Три дня на побег                    | The Next Three Days | доктор Бекси                 |      |
| 2011 | Слишком крут для неудачи (ТВ-фильм) | Too Big to Fail     | сотрудник страховой компании |      |
| 2011 | Дети сексу не помеха                | Friends with Kids   | Пит                          |      |
| 2013 | Паркер                              | Parker              | помощник миссис Фритц        |      |
| 2019 | Человек будущего                    | The Tomorrow Man    | Брайан                       |      |

### Телесериалы
| Телевидение | Телевидение          | Телевидение       | Телевидение                                            | Телевидение                                        |
| Год         | Название             | В оригинале       | Роль                                                   | Примечания                                         |
| ----------- | -------------------- | ----------------- | ------------------------------------------------------ | -------------------------------------------------- |
| 1998        | Детектив Нэш Бриджес | Nash Bridges      | Брюс Сатклифф                                          | 3 сезон, 18 серия                                  |
| 2000        | Улица                | The $treet        | Дункан                                                 | 1 сезон, 10 и 11 серии                             |
| 2001—2002   | Пасадена             | Pasadena          | Том Беллоу                                             | 1 сезон: 11 эпизодов из 13, роль второго плана     |
| 2002        | Толчок, Невада       | Push, Nevada      | Джеймс А. Пруфрок, сотрудник Налогового управления США | 1 сезон: все 7 эпизодов, главная роль              |
| 2005        | Закон и порядок      | Law & Order       | Стивен Ламар, шурин погибшего мужчины                  | 16 сезон, 4 серия                                  |
| 2006        | Мастера ужасов       | Masters of Horror | Эрнст Хэккель, молодой учёный                          | эпизод «История Хэккеля»                           |
| 2007        | Сплетница            | Gossip Girl       | Алекс, бывший парень Элисон Хамфри                     | 1 сезон, 11 серия                                  |
| 2008        | Грань                | Fringe            | Кристофер Пенроуз, убийца, страдающий от прогерии      | 1 сезон, 2 серия                                   |
| 2009        | Хорошая жена         | The Good Wife     | Джонатан Элдридж, инженер-строитель                    | 1 сезон, 5 серия                                   |
| 2010        | Анатомия страсти     | Grey's Anatomy    | Шон Аллен, муж онкобольной пациентки                   | 6 сезон, 18 серия                                  |
| 2011        | Помнить всё          | Unforgettable     | Адам Койер, декан по делам студентов                   | 1 сезон, 9 серия                                   |
| 2013        | Последний час        | Zero Hour         | Эдди, агент SAS                                        | 1 сезон, 10 серия                                  |
| 2013—2014   | Банши                | Banshee           | специальный агент ФБР Дин Ксавье                       | 1-2 сезоны: 6 эпизодов                             |
| 2014—2018   | Карточный домик      | House of Cards    | Сет Грейсон, пресс-секретарь                           | 2-6 сезоны: 50 эпизодов, одна из центральных ролей |
| 2019—2020   | Чёрный понедельник   | Black Monday      | детектив Лестер                                        | 1 сезон, 8 серия / 2 сезон, 2 серия                |
| 2020        | Чужак                | The Outsider      | начальник охраны супермаркета Энди Кэткэвэдж           | мини-сериал: 8 эпизодов из 10, роль второго плана  |
| 2022        | Первая леди          | The First Lady    | Дональд Рамсфелд, министр обороны США                  | 1 сезон: 1, 4, 6 и 8 серии, роль второго плана     |